# 9917 Keynes
9917 Keynes è un asteroide della fascia principale. Scoperto nel 1979, presenta un'orbita caratterizzata da un semiasse maggiore pari a 2,3721531 au e da un'eccentricità di 0,1324009, inclinata di 6,37155° rispetto all'eclittica.
L'asteroide è dedicato all'economista britannico John Maynard Keynes.